# روی هیدرید
زینک هیدرید (به انگلیسی: Zinc hydride) با فرمول شیمیایی ZnH
۲ یک ترکیب شیمیایی با شناسه پاب‌کم ۲۲۰۵۶۵۲۴ است که جرم مولی آن ۶۷٫۴۲۵ g/mol می‌باشد.